# Ahmad Awad ibn Auf
Ahmad Awad ibn Auf (arab. أحمد عوض بن عوف, ur. w 1954 w Qerri) – sudański generał i polityk, od 23 lutego do 11 kwietnia 2019 wiceprezydent Sudanu. Przywódca zamachu stanu przeciwko prezydentowi Umarowi al-Baszirowi, od 11 do 12 kwietnia 2019 przewodniczący Tymczasowej Rady Wojskowej.

## Biografia
Posiada stopień generała porucznika. Służył jako szef wywiadu wojskowego i sztabu armii sudańskiej, zanim został odwołany z urzędu w czerwcu 2010 roku. Następnie służył jako ambasador w Omanie. 
23 sierpnia 2015 został powołany na stanowisko ministra obrony. 23 lutego 2019 mianowany pierwszym wiceprezydentem kraju w miejsce Bakriego Hasana Saliha, zdymisjonowanego w odpowiedzi na masowe demonstracje przeciwko rządom prezydenta Umara al-Baszira, które trwały nieprzerwanie od grudnia 2018 roku.
W dniu 11 kwietnia 2019 ogłosił, że prezydent Umar al-Baszir został odsunięty od władzy przez armię oraz że powołano przejściową radę wojskową, która przejęła władzę w kraju.